# فرانسیسکو ده اوریانا
فرانسیسکو ده اوریانا (اسپانیایی: Francisco de Orellana‎؛ ۱۵۱۱ – نوامبر ۱۵۴۶) یک گردشگر و مکتشف اهل اسپانیا بود.
وی که از کاشفان آمریکای جنوبی بوده به تحقیق و اکتشاف در رود آمازون پرداخت و شهر گوایاکیول را در کشور اکوادور امروزی بنا نهاده است.
اوریانا در حالی که برای دومین بار در سال ۱۵۴۵ به آمریکای جنوبی سفر میکرد پس از عبور از جزایر قناری و جزایر کیپ ورد و از دست دادن یک کشتی و چندین خدمه به سواحل برزیل رسید. وی برای پیدا کردن غذا به وسیله قایق و از طریق دلتا رود آمازون وارد رود شد اما در راه دچار شکستگی قایق و حمله سرخپوستان بومی قرار گرفتند که تعداد زیادی افراد وی کشته شدند، سرانجام اوریانا در نوامبر ۱۵۴۶ به دلیل بیماری و غم درگذشت.

مسیر سفر اول (۱۵۴۱–۱۵۴۲) (interactive map)